# Morro Gaúcho

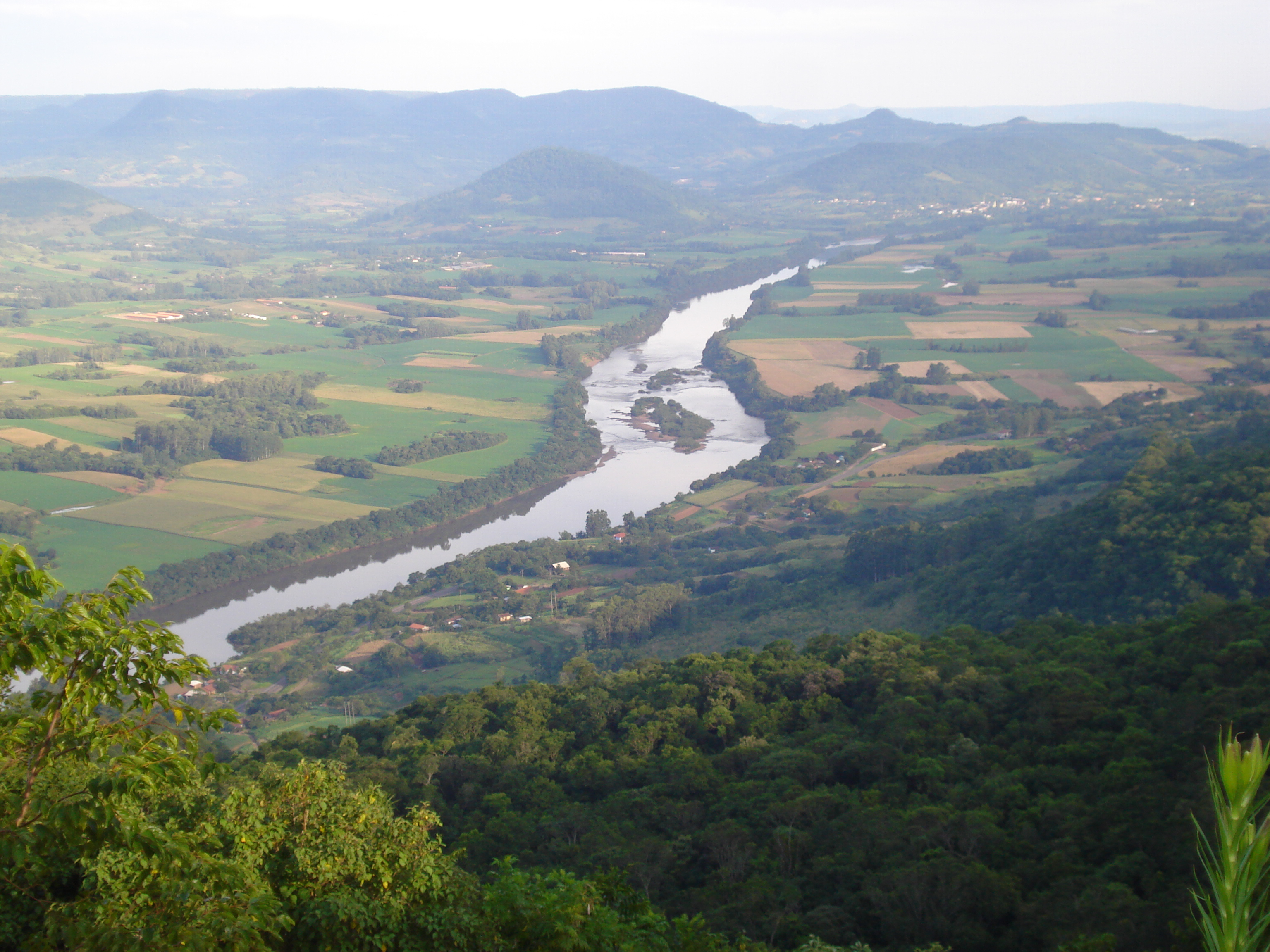
Vista do Morro Gaúcho

O Morro Gaúcho, localizado em Arroio do Meio, é uma das principais atrações turísticas do Vale do Taquari, no Rio Grande do Sul. Tem 559 metros de altitude e do topo é possível ver as cidades de Arroio do Meio, Lajeado, Encantado, Roca Sales, Colinas e o Rio Taquari. Antigamente, funcionava ali uma pedreira, só que esta foi desativada há anos. Hoje, ele também é ponto de partida de aventureiros praticantes de voo livre. Infelizmente, a falta de cuidado e de planejamento por parte da administração tem ameaçado a vegetação de Mata Atlântica do morro, que abriga espécies em extinção como o macaco-prego e o sabiá-cica. Segundo o biólogo Ricardo Lau, o principal problema é a entrada livre de carros. Ele sugere que seja feito um controle de entrada que negue o acesso de carros à estrada que conduz ao topo do morro, construindo um estacionamento. Entretanto, isso pode ser impossível pois há proprietários de terras que necessitam das estradas.